# Yara Shahidi
Yara Shahidi, född den 10 februari 2000 är en amerikansk skådespelare.
Shahidi har bland annat medverkat i TV-serierna Black-ish och dess uppföljare Grown-ish samt The First Family. Hon har även medverkat i den animerade filmen Smallfoot. År 2023 kommer hon att spela Tingeling/Tinkerbell i filmen Peter Pan och Lena.

## Filmografi (i urval)
- 2012-2013: The First Family
- 2014-2022: Black-ish
- 2018-2023: Grown-ish
- 2018: Smallfoot
- 2023: Peter Pan och Lena